# El amor visto desde el aire
El amor visto desde el aire es el álbum debut de la banda cordobesa de indie pop Deneuve.
Fue publicado en el 2002 por el sello Grabaciones en el Mar y se compone de 15 canciones en las que divididas en cuatro capítulos se van relatando todas las fases del amor en pareja, desde el enamoramiento hasta el dolor por la ruptura y sus consecuencias.
El vídeo-arte del disco corrió a cargo del realizador Miguel Ángel Sánchez y en el mismo se incluía un prólogo del poeta Pablo García Casado.

## Lista de canciones
1. Lo que me alimenta me mata - (00:04)
2. Perder el miedo - (04:05)
3. La chica del pelo rojo - (03:21)
4. Mejor mala que tonta - (05:51)
5. De ti sólo conocí los inviernos - (00:06)
6. Simpatía - (02:48)
7. Bilbao (instrumental) - (02:56)
8. Saint Dennis 3:0 - (06:15)
9. Las casas sienten - (00:05)
10. San Valentín - (04:53)
11. Playa romano - (04:28)
12. Novia para un festival - (02:45)
13. La diferencia - (00:04)
14. Podríamos volver al piso - (00:56)
15. La habitación de Cherry - (02:57)